# آن روث
آن روث (انگلیسی: Ann Roth؛ زادهٔ ۳۰ اکتبر ۱۹۳۱) یک طراح صحنه و لباس اهل ایالات متحده آمریکا است.
دارای یک جایزه اسکار در سال ۲۰۲۱ در فیلم ریشه های سیاه مارینی